# Michael Learns to Rock
Michael Learns to Rock (conocida como MLTR) es una banda danesa de rock y pop, conformada por Jascha Richter, Mikkel Lentz, Kåre Wanscher y Søren Madsen en 1988. Ha vendido cerca de 11 millones de discos a lo largo de su carrera, especialmente en Europa y Asia. A pesar de su nacionalidad, la banda interpreta sus canciones en inglés en su afán por irrumpir en el mercado estadounidense.
MLTR ha obtenido discos de oro y de platino además de múltiples galardones. Su canción "Take Me to Your Heart" registró más de seis millones de descargas digitales en 2006. Su último álbum de estudio, Still, fue publicado el 21 de marzo de 2018.

## Músicos

### Actuales
- Jascha Richter - voz, teclados, guitarra (1988–presente)
- Mikkel Lentz - guitarra, teclados, coros (1988–presente)
- Kåre Wanscher - batería, percusión, coros (1988–presente)

### Originales
- Søren Madsen - bajo, guitarra, percusión, coros (1988–2000)

## Discografía
- Michael Learns to Rock (1991)
- Colours (1993)
- Played on Pepper (1995)
- Nothing to Lose (1997)
- Blue Night (2000)
- Michael Learns to Rock (2004)
- Eternity (2008)
- Scandinavia (2012)
- Still (2018)